# Montagut de Carcin
Montagut de Carcin (en francès Montaigu-de-Quercy) és un municipi francès situat al departament de Tarn i Garona i a la regió d'Occitània.

## Demografia
| 1962                                       | 1968  | 1975  | 1982  | 1990  | 1999  | 2007  |
| ------------------------------------------ | ----- | ----- | ----- | ----- | ----- | ----- |
| 1.589                                      | 1.596 | 1.481 | 1.526 | 1.634 | 1.440 | 1.418 |
| Des de 1962: població sense dobles comptes |       |       |       |       |       |       |

## Administració
| Període   | Identitat      | Partit |
| --------- | -------------- | ------ |
| 2001-2008 | François Comte |        |
| 2008-     | Robert Alazard |        |